# 사천 백운암 대방광불화엄경
사천 백운암 대방광불화엄경(泗川 白雲庵 大方廣佛華嚴經)은 대한민국 경상남도 사천시 사천읍, 백운암에 있는 책이다. 2015년 1월 15일 경상남도의 유형문화재 제570호로 지정되었다.

## 지정 사유
이 경전은 당(唐)의 貞元年間(795-798)에 삼장(三藏) 반야(般若)가 入法界品만을 따로 떼어 40권으로 한역(漢譯)한 책이다.
이 경전의 정식명칭은 ‘대방광불화엄경입부사의해탈경계보현행원품(大方廣佛華嚴經入不思議解脫境界普賢行願品)’이며, 줄여서 ‘화엄경’이라고 한다. 내용은 보현보살이 권하여 선재동자가 53명의 선지식을 두루 찾아다니며 진리를 구한다는 내용이다.
본 조사 자료는 복장본(腹藏本)으로 납입(納入)된 경전으로 보이며, 그 인경(印經)의 시기는 조선 초기에 인쇄된 것으로 추정된다.
본문 변란 하단에 ‘石光’과 ‘孝大’라는 각수자(刻手者)가 기록되어 있고, 권말에 ‘乙巳歲高麗國大藏都監奉勅雕造’ 즉, 1245년(고종32)년이라는 간행기록이 명기(明記)되어 있으며, 인출 및 보관상태도 양호하다.
따라서 귀중본(貴重本)의 기준이 되는 ‘임진왜란(1592) 이전에 제작된 경전이므로 “경상남도 유형문화재”로 지정한다.

## 참고 자료
- 사천 백운암 대방광불화엄경 - 국가유산청 국가유산포털